# Liberals per Åland
Els Liberals per Åland (suec: Liberalerna på Åland) són un partit liberal de les Illes Åland. El partit és membre observador de la Internacional Liberal. A les eleccions del 2003, el partit va obtenir el 24,1% dels vots populars i 7 dels 30 escons del Parlament d'Åland.

## Resultats electorals

### Parlament d'Åland
| Elecció | Vots  | %    | Escons  | +/- | Lloc |
| ------- | ----- | ---- | ------- | --- | ---- |
| 1979    | 2.763 | 29,6 | 9 / 30  | Nou | 2n   |
| 1983    | 3.005 | 28,9 | 9 / 30  | =   | 2n   |
| 1987    | 2.530 | 23,7 | 8 / 30  | 1   | 2n   |
| 1991    | 2.462 | 22,9 | 7 / 30  | 1   | 2n   |
| 1995    | 2.981 | 26,6 | 8 / 30  | 1   | 2n   |
| 1999    | 3.463 | 28,7 | 9 / 30  | 1   | 1r   |
| 2003    | 2.970 | 24,1 | 7 / 30  | 2   | 2n   |
| 2007    | 4.176 | 32,6 | 10 / 30 | 1   | 1r   |
| 2011    | 2.630 | 20,3 | 6 / 30  | 4   | 2n   |
| 2015    | 3.216 | 23,3 | 7 / 30  | 1   | 1r   |
| 2019    | 2.788 | 19,6 | 6 / 30  | 1   | 2n   |
| 2023    | 4,204 | 30   | 9 / 30  | 3   | 1r   |

### Eleccions locals
| Any  | Vots | %     | Regidors |
| ---- | ---- | ----- | -------- |
| 1995 | 2677 | 23.5% | 43       |
| 1999 | 3034 | 24.8% | 45       |
| 2003 | 2871 | 22.9% | 42       |
| 2007 | 3535 | 27.8% | 41       |
| 2011 | 2531 | 18.8% | 34       |
| 2015 | 2946 | 20.2% | 34       |